# Geheimfonds
Als Geheimfonds wurden im 19. und 20. Jahrhundert Fonds bezeichnet, welche der Staatsregierung oder einem Ministerium durch den Etat bewilligt wurden, ohne dass über die Verwendung derselben Rechnung gegenüber der Öffentlichkeit abgelegt zu werden brauchte.

## Verwendung
Diese Fonds wurden zu Ausgaben verwendet, welche aus irgendeinem Grunde nicht zur öffentlichen Kenntnis kommen sollten, was da, wo es sich um Zwecke der auswärtigen Politik und der geheimen Polizei handelte, oftmals unumgänglich schien. Die Bewilligung von Geheimfonds galt stets als ein Beweis besonderen Vertrauens einer Volksvertretung zu der Regierung. In Meyers Konversations-Lexikon heißt es dazu noch „Allerdings haben nicht selten einzelne Regierungen, wie z. B. diejenige des zweiten französischen Kaiserreichs, die ihnen gewährten Geheimfonds gemißbraucht und namentlich mit deren Hilfe eine verderbliche Korruption in der Presse hervorgerufen …“

## Widerspruch zur Budgetöffentlichkeit
Der Verfassungsgrundsatz der Budgetöffentlichkeit gibt vor, dass die Staatshaushaltsbewirtschaftung grundsätzlich öffentlich zu geschehen hat.
Dazu das Bundesverfassungsgericht (BVerfGE 70, 324 (358)):
[D]er Grundsatz der Budgetöffentlichkeit [gilt] als Verfassungsgrundsatz. Er folgt aus dem allgemeinen Öffentlichkeitsprinzip der Demokratie. Aber auch in der Demokratie kann es, wie schon der Blick auf die Praxis während der Weimarer Reichsverfassung […] sowie die anderer demokratischer Staaten […] zeigt, unvermeidlich sein, aus zwingenden Gründen des Staatswohls jedenfalls die Offenlegung von Detailangaben bestimmter geheimer Fonds zu unterlassen […]. Art. 110 Abs. 1 GG verlangt die Beachtung des Grundsatzes der Öffentlichkeit nicht ausnahmslos.